# Dollsboxx
DollsBoxx (яп. ドールズボックス Дōрудзу Боккусу), стилизовано как DOLL$BOXX — японская хард-рок группа, образованная в 2012 году. Это сайд-проект вокалистки Фуки (в прошлом участницы пауэр-метал группы Light Bringer, в настоящее время участницы Unlucky Morpheus и Fuki Commune) и музыкантов рок-группы Gacharic Spin.

## История
После того, как вокалистка Gacharic Spin Армми ушла на перерыв по медицинским причинам, басист и лидер группы F Chopper Koga решила не отменять запланированные туры. Вместо этого она решила пригласить для аранжировки вокалистов второго плана, включая будущую участницу Gacharic Spin Орео Реона и вокалистку Light Bringer Фуки. Из-за того, что Gacharic Spin и Light Bringer взяли перерыв на живые выступления, они решили создать новую группу, музыкально отличающуюся от их нынешних коллективов.
Первый студийный альбом группы «Dolls Apartment» был выпущен 12 декабря 2012 года в Японии и 29 января 2013 года в Корее. Они еженедельно выпускали промо-видео на каждую песню альбома (не включая кавер-песню «Nudierythm») на своём канале на платформе Niconico. 27 августа 2014 года они выпустили DVD-сборник своих музыкальных видеоклипов «Doll’s Collection».
25 февраля 2017 года, после почти трёхлетнего перерыва, они воссоединились на совместном концерте с Gacharic Spin и Fuki Commune, а затем 24 июня 2017 года на финальной части тура Gacharic Spin, где состоялась премьера новой песни и был анонсирован новый мини-альбом High $pec.

## Стиль
Тодд Нельсон с сайта J-Generation в своём обзоре альбома High $pec охарактеризовал звучание группы, как «резкий, атакующий, агрессивный, громкий рок». Лорен ДеГрут из Boxx Magazine охарактеризовала их как группу, играющую скорее расслабленный рок/поп, чем метал. При этом «попсовые гармонии» они компенсируют агрессивным рычанием.

## Реакция
Фарид Халлалет из Zero Yen Media заявил, что «когда участницы Gacharic Spin встречаются с Фуки, получается самая экстремальная женская рок-группа в истории». Томас Рике из eMaginarock назвал первый альбом группы «одним из лучших альбомов 2013 года». Он так же отметил, что каждая участница в совершенстве владеет своим инструментом. «Это умелое слияние мощного металла, рока и поп-музыки, присыпанное умными и никогда не напыщенными клавишными. Каждая песня группы — это отличный способ хорошо провести время».

## Участники
- Фуки — лидер-вокалист (2012-н. в.)
- F Chopper Koga[англ.] — басс (2012-н. в.)
- Хана — барабаны, бэк-вокал (2012-н. в.)
- Tomo-zo — гитара (2012-н. в.)
- Орео Рэона — клавишные, бэк-вокал (2012-н. в.)

## Дискография

### Студийные альбомы
| Название        | История релиза                                                         | Высшая позиция в чартах | Высшая позиция в чартах |
| Название        | История релиза                                                         | JPN Oricon              | JPN Billboard Top       |
| --------------- | ---------------------------------------------------------------------- | ----------------------- | ----------------------- |
| Dolls Apartment | - Выпущен: 12 декабря 2012 - Лейбл: King Records - Форматы: CD, CD+DVD | 56                      | 54                      |

### Мини-альбомы
| Название  | История релиза                                                                             | Высшая позиция в чартах | Высшая позиция в чартах | Высшая позиция в чартах |
| Название  | История релиза                                                                             | JPN Oricon              | JPN Billboard Hot       | JPN Billboard Top       |
| --------- | ------------------------------------------------------------------------------------------ | ----------------------- | ----------------------- | ----------------------- |
| High $pec | - Выпущен: 8 ноября 2017 - Лейблы: Victor Entertainment, JPU Records - Форматы: CD, CD+DVD | 21                      | 26                      | 17                      |

### Видео альбомы
| Название                               | История релиза                                                      | Высшая позиция в чартах |
| Название                               | История релиза                                                      | JPN Oricon              |
| -------------------------------------- | ------------------------------------------------------------------- | ----------------------- |
| Doll’s Collection                      | - Выпущен: 27 августа 2014 - Лейбл: King Records - Фармат: DVD      | 30                      |
| Live Tour 2018 «high $pec High Return» | - Выпущен: 25 июля 2018 - Лейбл: Victor Entertainment - Формат: DVD | 11                      |

## Видеоклипы
| Песня                            | Год  | Режиссёр      |
| -------------------------------- | ---- | ------------- |
| «Loud Twin Stars»                | 2012 | Наоки Такэяма |
| «Merrily High Go Round»          | 2012 | Наоки Такэяма |
| «Take My Chance»                 | 2012 | Наоки Такэяма |
| «Roleplaying Life»               | 2012 | Наоки Такэяма |
| «Monopoly»                       | 2012 | Наоки Такэяма |
| «Fragrance»                      | 2013 | Наоки Такэяма |
| «Karakuri Town»                  | 2013 | Наоки Такэяма |
| «Omocha no Heitai»               | 2013 | Наоки Такэяма |
| «Doll’s Box»                     | 2013 | Наоки Такэяма |
| «Shout Down»                     | 2017 | Неизвестно    |
| «Dragonet»                       | 2017 | Неизвестно    |
| «Sub-liminal»                    | 2017 | Неизвестно    |
| «Sekaiwa Kitto Aiwo Shitterunda» | 2017 | Неизвестно    |
| «Hero»                           | 2017 | Неизвестно    |